# جيمس تي كيرك
جيمس تي كيرك (بالإنجليزية: James T. Kirk)‏ هو تاجر وضابط أمريكي، ولد في 21 سبتمبر 1826 في كانونسبرغ في الولايات المتحدة، وتوفي في 7 ديسمبر 1886 في واشنطن في الولايات المتحدة.